# フォレストモール甲斐竜王
フォレストモール甲斐竜王（フォレストモール かいりゆうおう）は、山梨県甲斐市富竹新田にあるショッピングセンターである。株式会社フォレストモールが運営する。
同社の店舗としては富士河口湖、富士川に次いで山梨県内3店舗目となる。

## 概要
フォレストモール甲斐竜王は、2019年（令和元年）5月24日にケーヨーデイツーとやまとの跡地を利用して開業した。

## 主な店舗
- アマノパークス甲府バイパス店（スーパーマーケット）
- ノジマフォレストモール甲斐竜王店（家電量販店）
- サンドラッグ甲斐竜王フォレストモール店（ドラッグストア）
- 無印良品フォレストモール甲斐竜王店（衣料品店）
- ダイソーフォレストモール甲斐竜王店（100円ショップ）
- シャトレーゼフォレストモール甲斐竜王店（洋菓子店）

## 周辺
- 甲斐市立竜王東小学校